# Welcome to the Wasteland
Welcome to the Wasteland es el álbum debut de la banda de Chicago Bad City. Fue lanzado en agosto de 2010 e incluye las canciones que escribieron Max Perenchio y Tom Schleiter, antes de la separación de su anterior grupo. El álbum fue producido por Johnny K. Originalmente tenía diez canciones, pero posteriormente se realizó una nueva versión con dos temas extra. “Welcome to the Wasteland” es una mezcla de sonidos, cuyos orígenes son del Hard Rock de los años 80. Lo poco habitual del disco son las diversas melodías presentes en cada una de las canciones que lo componen. Esa es justamente la principal causa y característica que los diferencia de otros grupos de su mismo género.

## Lista de canciones
1. "Showdown in Central Park" - 4:40
2. "Take Me For A Ride" - 3:43
3. "Do You Believe In Rock N Roll" - 3:44
4. "Wildlife" - 4:17
5. "Fire In The Pouring Rain" - 3:56
6. "Call Paul Stanley" - 4:38
7. "Heatwave" - 3:34
8. "Look Out!" - 4:55
9. "Touch" - 3:36
10. "Straight To The Grave" - 4:01
11. "Don't Stop" - 3:47 (Deluxe Versión)
12. "War On Love" - 3:35 (Deluxe Versión)

## Lista de videos
1. "Take Me For A Ride" - 4:10
2. "Wildlife" - 4:20